# Гертруда Гогенберзька
Гертруда Гогенберзька (нім. Gertrud von Hohenberg; 1225, Дайлінген, графство Гогенберг — 16 лютого 1281, Відень, Австрійське герцогство) — дочка Буркхарда V, графа Гогенберзького з давнього роду Гогенбергів (гілка Гогенцоллернів), в шлюбі королева Німеччини.

## Життєпис
Гертруда Гогенберзька народилася в 1225 році в Дайлінгені, в графстві Гогенберг в родині графа Буркхарда V Гогенберзького і Мехтільди Тюбінгенської.
У 1245 році (за іншою версією близько 1253 року) в Ельзасі вона одружилася з графом Рудольфом Габсбургом, сином графа Альбрехта IV Габсбурга та його дружини Гайльвігі фон Кібург. Протягом наступних 20-ти років Гертруда чудово справлялася з обов'язками господині графства.
29 вересня (за іншою версією 1 жовтня) 1273 року в Франкфурті-на-Майні її чоловік, граф Рудольф IV фон Габсбург, одноголосно був обраний королем Німеччини. Його обрання багато в чому відбулося завдяки зусиллям двоюрідного брата Гертруди, бургграфа Фрідріха III Нюрнберзького. Габсбурги в підсумку викупили спадкові права і на землі, і на титул останніх Гогенбергів. Після коронації її чоловіка під ім'ям Рудольфа I в Аахені 24 жовтня 1273 року, Гертруда стала королевою Німеччини і взяла собі ім'я Анна. Вона була дружиною короля Німеччини протягом 8-ми років.
Гертруда Гогенберзька померла у Відні, в герцогстві Австрія На початку 1281 року. Вона була похована в гробниці в кафедральному соборі Базеля поруч з гробницею свого молодшого сина Карла, який помер у дитинстві. Пізніше її рештки були перенесені до Монастиря Святого Павла у Лафантталі
Після трирічного вдівства Рудольф I одружився знову з Ізабеллою Бургундською.

## Родина
Чоловік — Рудольф I Габсбург
Діти:
- Матильда (1251/1253—1304) — одружилася з герцогом Людвігом II Баварським.
- Альбрехт (1255—1308) — герцог Австрійський і Штирійський.
- Катерина[cs] (1256—1282) — одружилася з герцогом Отто III Баварським.
- Агнесса[cs] (1257—1322) — одружилася з герцогом Альбертом II Саксонським.
- Гедвіга[en] (пом. 1285/1286) — одружилася з маркграфом Отто VI Бранденбурзьким.
- Клеменція (1262—1293) — одружилася з принцом Карлом Мартеллом Анжуйським, претендентом на престол Угорщини.
- Гартманн Австрійський (1263—1281).
- Рудольф (1270—1290) — герцог Австрійський і Штирійський, титулярний герцог Швабський.
- Юдита (1271—1297) — одружилася з Вацлавом II, королем Чехії.
- Карл Австрійський (пом. 1276).

## Генеалогія

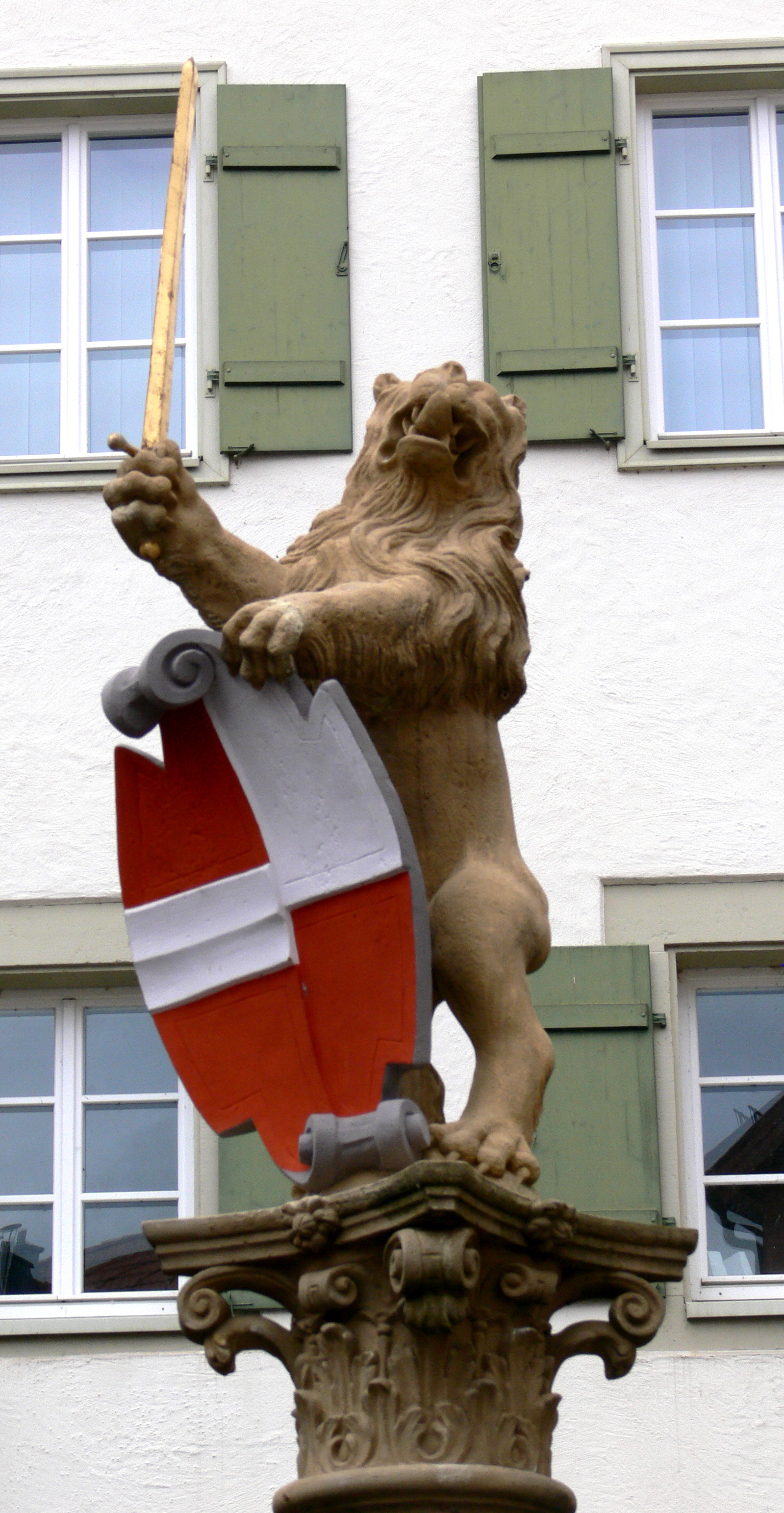
Хорб-на-Неккарі Ринковий фонтан, фігура габсбурзького лева, геральдичний щит, розділений гербами Габсбургів і Гогенбергів